# Neuer Stadtgarten (Neuss)

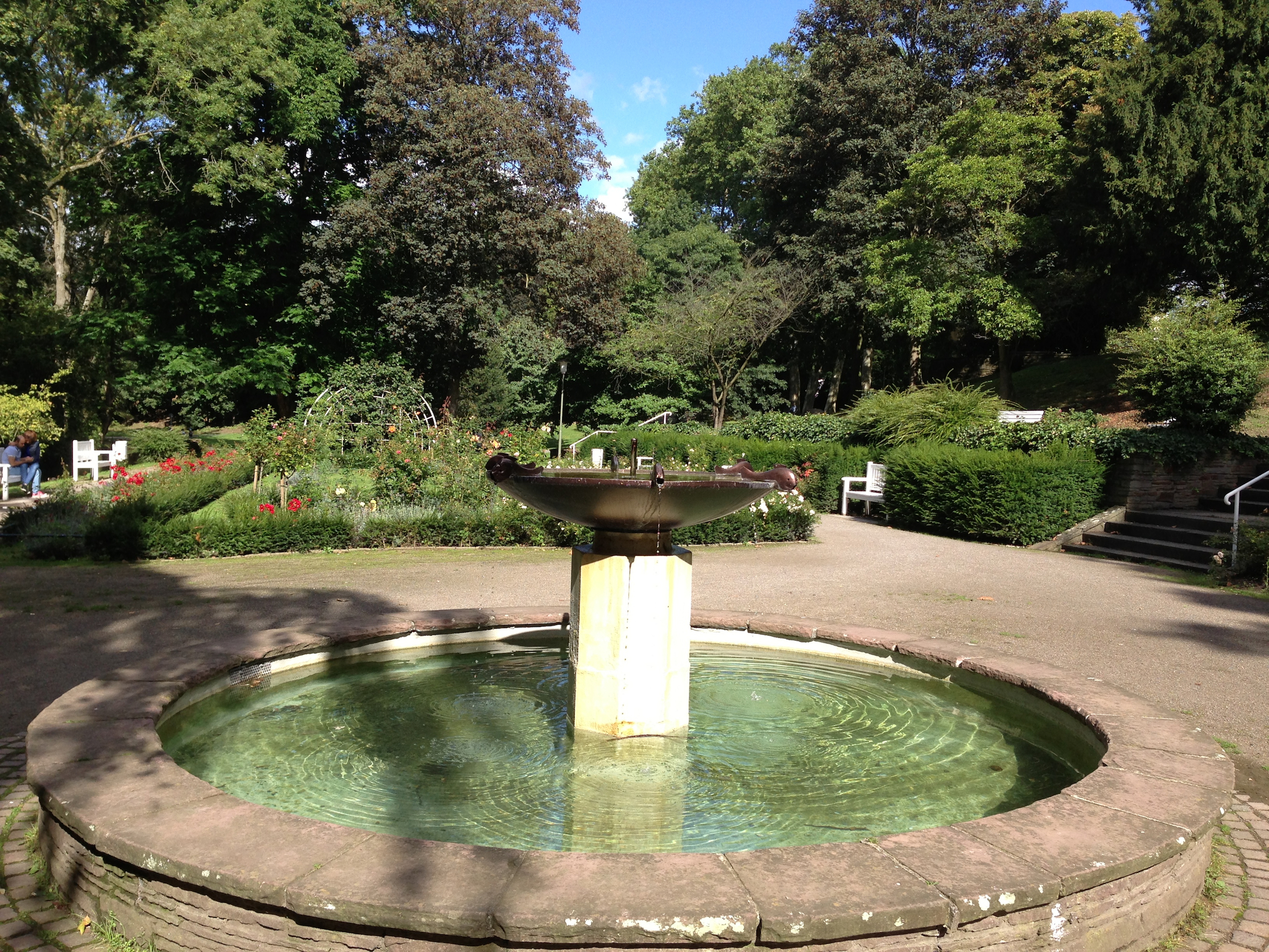
Rosengarten

Der Neue Stadtgarten ist eine Parkanlage in Neuss. Er befindet sich nördlich der Nordkanalallee, westlich der Stadthalle Neuss und südlich des Blutturms, des Windmühlenturms und des Obertors. Er wird von Nordkanal, Erftmühlengraben und Obererft durchquert. 
Zum Park zählt der Rosengarten. Er wurde 1998 renoviert.
Das Wasserrad wurde 1998 vom Neusser Künstler Georg Lilienthal geschaffen. Im Westen schließt sich der Alte Stadtgarten an.